# National Telecommunications and Information Administration
La National Telecommunications and Information Administration ou NTIA (Administration nationale des télécommunications et de l'information) est une agence du département du Commerce des États-Unis qui sert de principal conseiller du président des États-Unis pour les politiques de télécommunications relatives au progrès économique et technologique des États-Unis et à la réglementation du secteur des télécommunications.
Parmi ses objectifs déclarés, citons :
- s'assurer que tous les Américains ont des services de téléphone, de télévision par câble et d'accès à Internet abordables ;
- aider à apporter les avantages des technologies de télécommunications avancées à des millions d'Américains dans les zones rurales et urbaines mal desservies grâce à ses subventions pour l'infrastructure de l'information ;
- fournir le matériel qui permet aux diffuseurs publics de radio et de télévision d'étendre et de maintenir la portée de leurs programmes ;
- promouvoir la concurrence et la libéralisation des politiques de télécommunications dans le monde entier ;
- participer à des négociations internationales de gouvernement à gouvernement pour ouvrir des marchés aux entreprises américaines ;
- négocier avec les gouvernements étrangers pour garantir un spectre adéquat pour la défense nationale, la sécurité publique et les besoins des entreprises américaines ;
- promouvoir l'utilisation efficace du spectre radioélectrique fédéral et encourager le développement et la mise en œuvre de technologies de télécommunications nouvelles et émergentes ;
- effectuer des recherches à long terme pour explorer les utilisations du spectre des hautes fréquences ;
- travailler avec les agences de sécurité publique fédérales, étatiques et locales pour répondre aux besoins futurs en matière de spectre.